# Tropasteron julatten
Tropasteron julatten là một loài nhện trong họ Zodariidae.
Loài này thuộc chi Tropasteron. Tropasteron julatten được B.C.Baehr miêu tả năm 2003.